# پرواز شماره ۶۰۸ کی‌ال‌ام
پرواز شماره ۶۰۸ کی‌ال‌ام (به انگلیسی: KLM Flight 608) یک پرواز شرکت کی‌ال‌ام از نیویورک به مقصد آمستردام بود که در آن ۱۲ مسافر و ۹ خدمه حضور داشتند، در تاریخ ۲۳ اوت ۱۹۵۴ در شانون دچار سانحه شد و ۲۱ نفر جان باختند.